# Кућа Стевана Мокрањца у Београду
Кућа Стевана Мокрањца у Београду је значајна као кућа у којој је живео и радио познати композитор Стеван Стојановић Мокрањац, за време боравка у Београду, налази се на углу улица Доситејеве 16 и Господар Јевремове. Представља непокретно културно добро као споменик културе.
Кућа је као породична кућа Јакова Дамјановића, грађевинског предузимача, саграђена 1872. године. Од јула 1878. до маја 1879. године кућа је послужила за смештај хуманитарне организације Енглеског завода за српску сирочад, касније Завода за српску сирочад, који је после српско-турских ратова основао енглески лекар др Хенри Циман и за чије је потребе уз објекат дограђено дворишно крило.
У кући је живео и радио Стеван Стојановић Мокрањац (1856—1914), најистакнутији српски композитор и хоровођа, педагог и сакупљач народних мелодија којима је обогатио уметничку музику. Музичке студије усавршавао је у Немачкој и Италији. Био је представник музичког реализма и једна од најзначајнијих личности у историји српске музике на прелазу из 19. у 20. век. Свој највиши домет досегао је делом Руковети,а једна од најзначајних и најчешће извођених духовних композиција је Литургија Светог Јована Златоустог.

## Архитектура
У архитектонском смислу, кућа представља сведену варијанту класицистички конципираних стамбених једноспратница друге половине 19. века. Објекат је једноспратан, али монументалан, са пространим двориштем. Складној подели фасаде доприносе хоризонрални венци, као и пиластри који одвајају прозорске отворе. Кућа је добар пример квалитетног грађевинског и занатског остварења у стамбеној архитектури Београда с почетка осме деценије 19. века, када је спороведена прва урбаництичка регулација овог дела града и када се у примени декоративних елемената све више прихватају утицаји западноевропске архитектуре. У ентеријеру је сачувана радна соба композитора, са поставком личних предмета.
Због изузетне историјске личности која је овде живела, али и аутентично очуваних архитектонских вредности, Кућа Стевана Мокрањца је утврђена за споменик културе (Одлука, „Службени лист града Београда“ бр. 4/83).